# Toivo Sarkama
Toivo Sarkama (* 19. Juli 1908; Todesdatum unbekannt) war ein finnischer Mittelstreckenläufer, der sich auf die 1500-Meter-Distanz spezialisiert hatte.
Bei den Leichtathletik-Europameisterschaften 1938 in Paris wurde er Fünfter.
1937 und 1940 wurde er Finnischer Meister.

## Persönliche Bestzeiten
- 1500 m: 3:51,2 min, 7. August 1940, Göteborg
- 1 Meile: 4:11,2 min, 1. August 1940, Helsinki
- 5000 m: 14:31,6 min, 3. Juli 1946, Helsinki